# Colombia vid världsmästerskapen i friidrott 2009
Colombia deltog i Världsmästerskapen i friidrott 2009 i Berlin med en trupp som bestod av 11 aktiva friidrottare (4 män och 7 kvinnor). Luis Fernando López slog nytt nationsrekord i 20 km gång när han säkrade 5:te platsen.
Med den 5:te platsen och 8:de platsen i stafetten 4x100 meter samlade Colombia ihop 5 nationspoäng och blev den enda sydamerikanska nationen förutom Brasilien som hade deltagare på poängplats.

## Deltagare från Colombia

### Damer
| Gren           | Deltagare         | Resultat | Placering                |
| 100 meter      | Yomara Hinestroza | 11.76    | Utslagen i kvartsfinalen |
| 200 meter      | Darlenis Obregón  | 23.42    | Utslagen i försöken      |
| 400 meter      | Norma González    | 51.91    | Utslagen i semifinal     |
| 800 meter      | Rosibel García    | 2:04.73  | Utslagen i försöken      |
| 100 meter häck | Brigitte Merlano  | 13.19    | Utslagen i semifinal     |
| 4 x 100 meter  | Colombia          | 43.71    | 8                        |
| Höjdhopp       | Caterine Ibargüen | 1.85     | Utslagen i kvalet        |
| Släggkastning  | Johana Moreno     | 65.05    | Utslagen i kvalet        |

### Herrar
| Gren           | Deltagare           | Resultat     | Placering            |
| 100 meter      | Daniel Gruesco      | 10.27        | Utslagen i försöken  |
| 100 meter häck | Paolo Villar        | 13.44        | Utslagen i semifinal |
| 20 km gång     | Luis Fernando López | 1:20:03 (NR) | 5                    |
| Spjutkastning  | Arley Ibargüen      | 72.54        | Utslagen i kvalet    |